# Yamamay Busto Arsizio
Yamamay Busto Arsizio (oder auch Futura Volley Busto Arsizio) ist ein italienischer Frauen-Volleyballverein aus Busto Arsizio (Provinz Varese) im Nordwesten der Lombardei, der in der italienischen Serie A1 spielt.

## Geschichte
Der Verein wurde 1970 in Cislago als Pallavolo Cislago gegründet. 1998 erfolgte der Umzug nach Busto Arsizio, wo man zunächst als Brums Busto Arsizio in der „Serie A2“ spielte. Nachdem Yamamay 2006 das Sponsoring übernommen hatte, stiegen die Frauen 2007 in die höchste italienische Spielklasse „Serie A1“ auf und spielen seitdem ständig in der Spitzengruppe mit. 2012 wurden sie italienischer Meister und gewannen auch den italienischen Pokal. Auch in Europa war Yamamay Busto Arsizio erfolgreich. So gewann man den CEV-Pokal 2010, 2012 und 2019.

### Sponsoring
Aufgrund wechselnder Sponsoren trug der Klub bisher folgende Namen:
- Brums Busto Arsizio (2000–2002)

- Dimeglio Brums Busto Arsizio (2002–2006)
- Yamamay Busto Arsizio (2006–2012)
- Unendo Yamamay Busto Arsizio (2012–2016)
- Unet Yamamay Busto Arsizio (2016–2017)
- Unet E-Work Busto Arsizio (seit 2017)